# Хронологія рекордів України в приміщенні з бігу на 60 метрів серед чоловіків
Рекорди України з бігу на 60 метрів у приміщенні визнаються Федерацією легкої атлетики України з-поміж результатів, які показали українські легкоатлети на відповідній дистанції на біговій доріжці в приміщенні, за умови дотримання встановлених вимог.

## Хронологія рекордів

### Ручний хронометраж
- Рекорди УРСР за ручним хронометражем на дистанції 60 метрів фіксувались із 1987 року, паралельно з фіксацією рекордів за автоматичним хронометражем.
- За часів незалежної України Федерація легкої атлетики України скасувала можливість реєстрації рекордів України на дистанції 60 метрів з часом, зафіксованим ручним хронометражем, лише наприкінці 2003.
- В першому стовпчику таблиці вказаний номер рекорду в хронологічному порядку. Відсутність такого номера навпроти відповідного результату означає, що він не був затверджений з певних причин як рекорд УРСР (України).

|    | Час | Атлет                          | Місто змагань | Дата змагань | Примітки | Відео |
| -- | --- | ------------------------------ | ------------- | ------------ | -------- | ----- |
| 1  | 6,3 | Віктор Бризгін Ворошиловград   | Київ          | 04.02.1983   |          |       |
|    |     |                                |               |              |          |       |
| 2  | 6,3 | Олександр Надуда Харків        | Київ          | 02.02.1985   |          |       |
|    |     |                                |               |              |          |       |
| 3  | 6,3 | Віктор Бризгін Ворошиловград   | Ворошиловград | 06.01.1986   |          |       |
|    |     |                                |               |              |          |       |
| 4  | 6,3 | Віктор Бризгін Ворошиловград   | Київ          | 30.01.1986   |          |       |
|    |     |                                |               |              |          |       |
| 5  | 6,3 | Віктор Бризгін Ворошиловград   | Київ          | 30.01.1986   |          |       |
|    |     |                                |               |              |          |       |
| 6  | 6,3 | Микола Разгонов Донецьк        | Київ          | 30.01.1988   |          |       |
|    |     |                                |               |              |          |       |
| 7  | 6,3 | Віктор Бризгін Луганськ        | Луганськ      | 15.01.1991   |          |       |
|    |     |                                |               |              |          |       |
| 8  | 6,3 | Віктор Бризгін Луганськ        | Луганськ      | 05.01.1992   |          |       |
|    |     |                                |               |              |          |       |
| 9  | 6,3 | Віктор Бризгін Луганськ        | Луганськ      | 11.01.1992   |          |       |
|    |     |                                |               |              |          |       |
| 10 | 6,3 | Сергій Осович Івано-Франківськ | Львів         | 03.02.1995   |          |       |
|    |     |                                |               |              |          |       |
| 11 | 6,3 | Сергій Осович Івано-Франківськ | Львів         | 11.02.1995   |          |       |
|    |     |                                |               |              |          |       |
| 12 | 6,3 | Богдан Замостяник Київ         | Київ          | 22.01.1999   |          |       |
|    |     |                                |               |              |          |       |
| 13 | 6,3 | Анатолій Довгаль Харків        | Харків        | 28.12.1999   |          |       |
|    |     |                                |               |              |          |       |

### Автоматичний хронометраж
Рекорди УРСР з бігу на 60 метрів за електронним хронометражем почали фіксуватись з 1987. На той момент найкращим результатом українців був час, який показав Валерій Борзов у 1974 та повторений у 1976. Цей результат і був визнаний першим рекордом УРСР.
| | Час  | Атлет                     | Місто змагань | Дата змагань | Примітки | Відео |
| --- | ---- | ------------------------- | ------------- | ------------ | -------- | ----- |
| 1 | 6,58 | Валерій Борзов Київ       | Гетеборг      | 09.03.1974   |          |       |
| |      |                           |               |              |          |       |
| 2 | 6,58 | Валерій Борзов Київ       | Мюнхен        | 21.02.1976   |          |       |
| |      |                           |               |              |          |       |
| 3 | 6,56 | Олександр Шличков Київ    | Гомель        | 14.01.1994   |          |       |
| Цей результат був визнаний національним рекордом. Водночас, Світова легка атлетика вважає даний час сумнівним (англ. doubtful timing), внаслідок чого не включає показаний результат до статистичних списків сезону-1994. |      |                           |               |              |          |       |
| 4 | 6,56 | Анатолій Довгаль Харків   | Хемніц        | 22.02.2002   |          |       |
| |      |                           |               |              |          |       |
| 5 | 6,54 | Костянтин Рурак Запоріжжя | Запоріжжя     | 29.01.2004   |          |       |
| |      |                           |               |              |          |       |
| 21 рік, 58 днів від дати встановлення |      |                           |               |              |          |       |